# Luciana de Abreu
Luciana de Abreu (Porto Alegre, 11 de julio de 1847 - Porto Alegre, 13 de junio de 1880) fue una poetisa y profesora brasileña. Fue pionera de la lucha por la emancipación de la mujer en Río Grande del Sur. 
Abandonada en la Santa Casa de Misericórdia de Porto Alegre poco después de nacer, Luciana de Abreu fue adoptada días después por Gaspar Pereira Viana y su esposa. Trabajó como contable en la casa comercial de Pôrto Irmãos. Creció en el seno de la familia Viana y, en 1867, se casó con João José Gomes de Abreu. Tuvieron dos hijos, Maria Pia y Teófilo. Ingresó entonces en la  Escuela Normal, creada en 1869, y al terminar pudo ingresar en el magisterio provincial.
Luciana se distinguió en círculos culturales y veladas literarias y fue invitada a formar parte de la Sociedad Partenón Literario. Fue la primera mujer que ingresó en una sociedad literaria en Brasil así como la primera que subió a la tribuna para expresar sus ideas, entre ellas la de la emancipación de la mujer.
Murió a los treinta y tres años de tuberculosis.